# Digvijay Singh (Bihari politicus)
Digvijay Singh (Gidhaur, Bihar, 14 november 1955 – Londen, 24 juni 2010) was een Indiaas politicus uit de staat Bihar en een bondgenoot van de vakbondsleider George Fernandes van Janata Dal en later de Samata Partij. Hij was verschillende keren lid van het Lagerhuis (Lok Sabha) en werd tweemaal verkozen tot lid van het Hogerhuis (Rajya Sabha). 
Hij diende als minister van Buitenlandse Zaken in de regering van Chandra Shekhar (1990-1991) en later in de regering van de Nationale Democratische Alliantie onder leiding van Atal Bihari Vajpayee (1999-2004). Sinds 1999 was hij ook voorzitter van de National Rifle Association of India.
Hij overleed op 24 juni 2010 in Londen aan de gevolgen van een hersenbloeding.